# Oahumonark
Oahumonark (Chasiempis ibidis) är en fågel i familjen monarker inom ordningen tättingar.

## Utseende och läte
Oahumonarken är en liten (14 cm) flugsnapparliknande fågel som ofta reser sin stjärt. Ovansidan är brun med vita vingband, vit övergump och vita spetsar på stjärtpennorna. Undersidan vit med brunaktiga strimmor på bröstet. Den har vidare svart på hakan som oregelbundet övergår i vitt på strupen. Ungfågeln har istället beigefärgade eller rostfärgade vingband. Sången beskrivs som ett livligt visslande "eh-leh-PYE-o" som ofta hörs i serier. Bland lätena hörs vassa "chup", ett raspigt tjatter och ett tvåtonigt läte som liknats vid ljudet från en hundleksak.

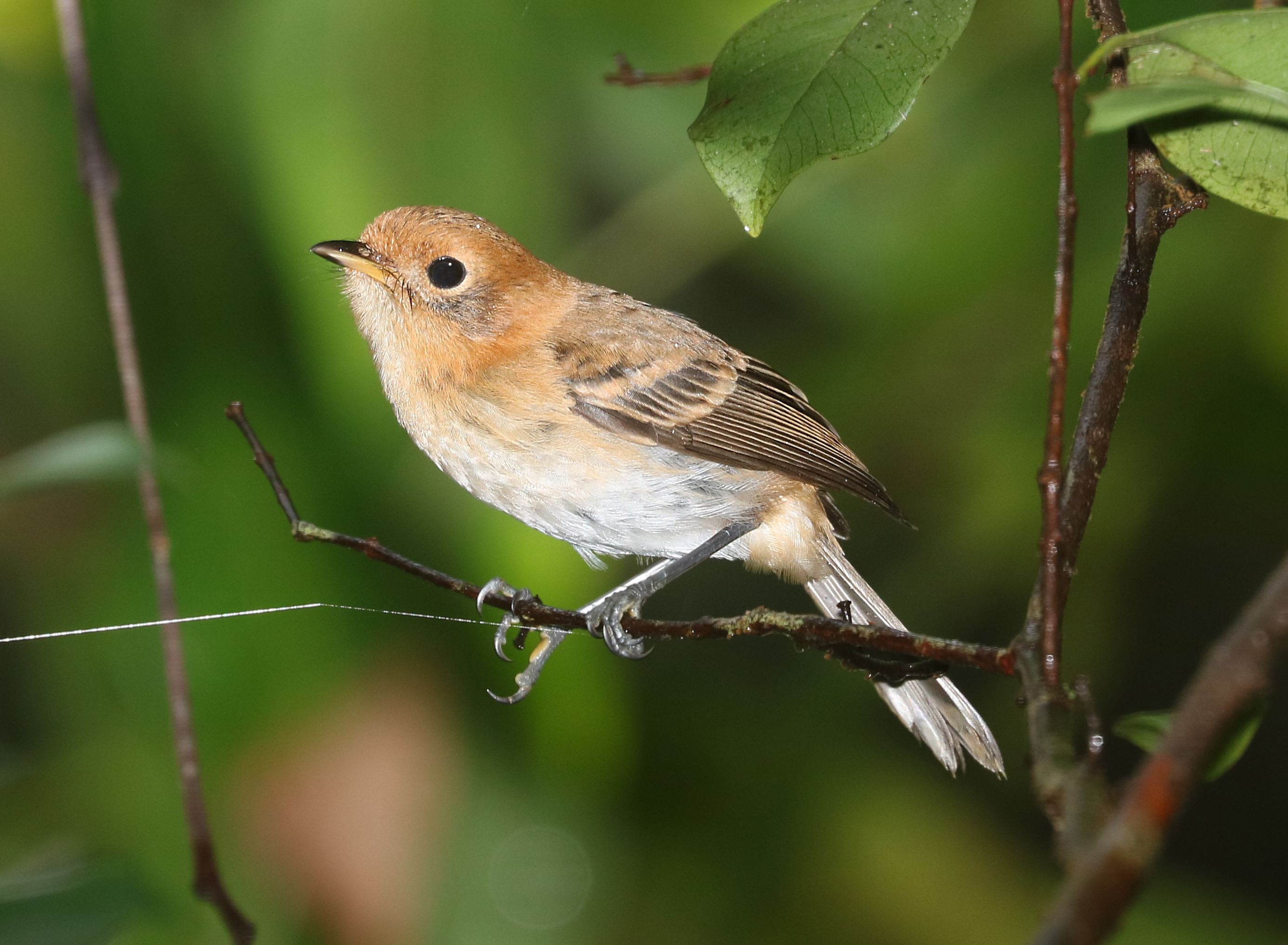

Arten är mycket lik hawaiimonarken, men det vita på undersidan sträcker sig till flankerna och längre upp på bröstet. På ovansidan, och framför allt på huvudet, är den mer rostfärgad.

## Utbredning och systematik
Fågeln förekommer enbart på ön Oahu i Hawaiiöarna. Den behandlas som monotypisk, det vill säga att den inte delas in i några underarter. Tidigare betraktades hawaiimonark, oahumonark och kauaimonark utgöra samma art, C. sandwichensis. 

## Status
Oahumonarken har ett mycket litet och fragmenterat utbredningsområde. Den tros också minska till följd av predation från svartråtta. Efter inventeringar utförda 2011-2012 uppskattades beståndet till 1261 vuxna individer. Internationella naturvårdsunionen IUCN kategoriserar arten som sårbar.